# Grace Dieu
Le Grace Dieu était le navire amiral d'Henri V au XVe siècle et l'un des plus gros de son temps, avec 66,4 mètres de long.
Il n'est que très peu utilisé, à part pour un voyage en 1420, passant l'essentiel de son temps à quai sur la rivière Hamble (en), près de Southampton. Touché par un éclair en 1439, il prend feu et coule.

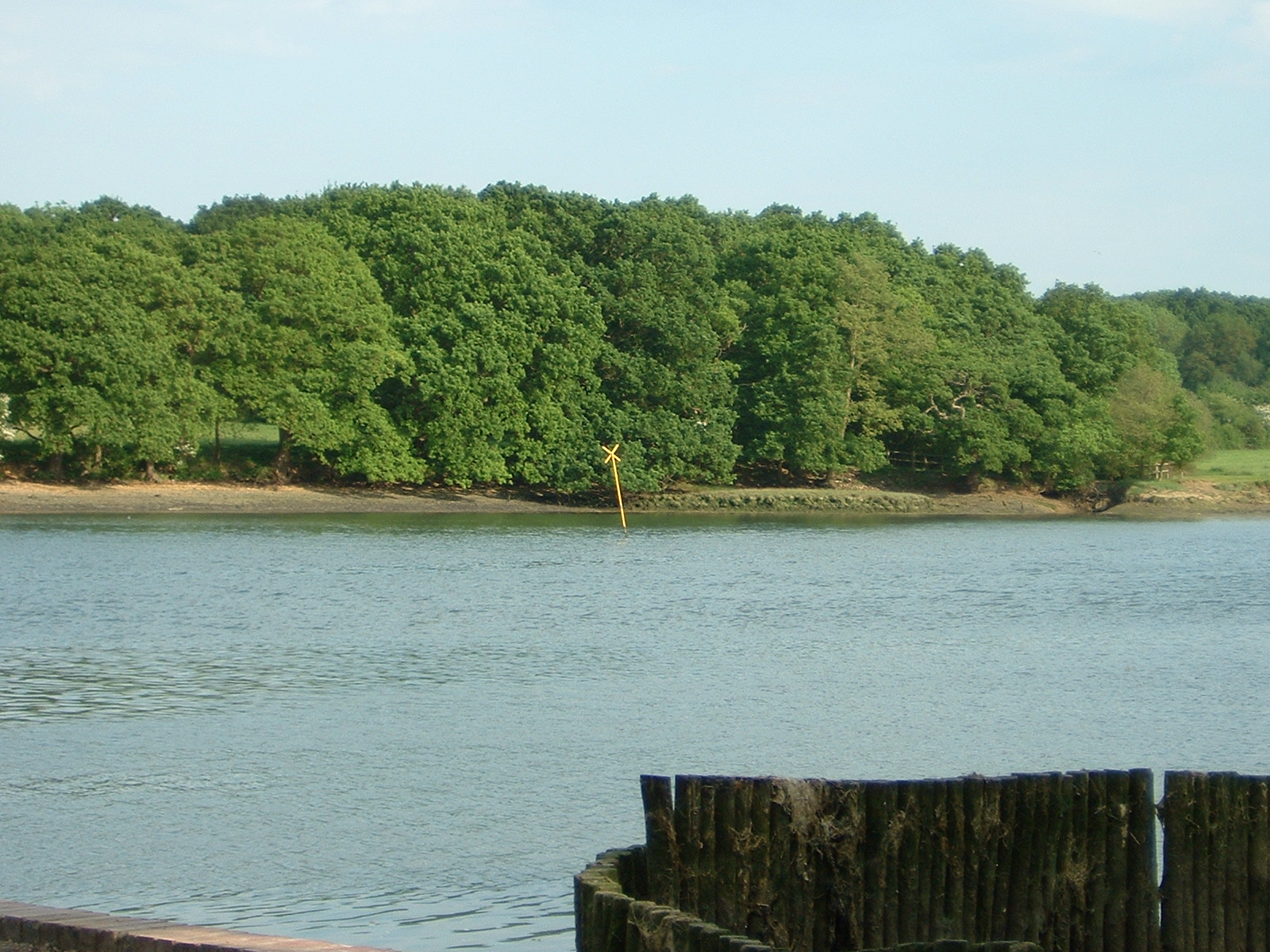
Un repère sur la Hamble indique la position de l'épave du Grace Dieu.

Les restes du Grace Dieu sont toujours dans la rivière Hamble. Jusqu'en 1933, on pensait que l'épave appartenait à une galère danoise ou à un navire marchand du XIXe siècle, mais cette année-là, une étude en bonne et due forme établit à la fois la véritable identité de l'épave et la grande taille du navire. Le site a été classé en vertu de la loi sur la protection des épaves le 5 février 1974 et a été mis au jour par l'équipe du programme d'archéologie de Channel 4 en 2004 pour la série 2005. À 50 mètres de ses vestiges se trouvent ceux d'un autre navire, supposé être le Holigost, contemporain du Grace Dieu.